# Shine, My Boregarden
Shine, My Boregarden war eine russische, von 2007 bis 2011 aktive Funeral-Doom-Band.

## Geschichte
Der Post-Industrial-Musiker Igor „Darth K.I.A. Cacophonyx“ initiierte Shine, My Boregarden 2007 als eines mehrerer Projekte mit welchen er in verschiedenen Metal-Stilen experimentierte. Nach ersten Veröffentlichungen im Selbstverlag erschien 2010 das Album Sunshine im Verlag von Satanarsa Records, wo im Jahr 2014 auch das Debüt Сибирский родник wiederveröffentlicht wurde. In der Zwischenzeit hatte Igor „Darth K.I.A. Cacophonyx“ nach der Veröffentlichung eines Split-Albums, das drei seiner Projekte präsentierte, und einer Single 2011 die Tätigkeit von Shine, My Boregarden eingestellt. Zeit seiner Aktivität mit Shine, My Boregarden blieb das Projekt international kaum beachtet. Bertrand Marchal lobte Sunshine für Doom-Metal.com als „hypnotisch“ und mit einer „schaurigen Stimmung“ versehen.

## Stil
Die von Shine, My Boregarden gespielte Musik wird dem Funeral Doom zugerechnet. Das Webzine Doom-Metal.com beschreibt die Musik des Projektes als „majestätisch“ und zieht Parallelen zu Comatose Vigil. Anders als diese sei die von Shine, My Boregarden gespielte Musik mit weniger Hässlichkeit versehen und erlange durch den äußerst präsenten Einsatz elektronischer Instrumente einen modernen Klang. Das Tempo wird wenig variiert. Der Rhythmus wird von Bertrand Marchal als „binär und so repetitiv, dass er auf einem Metronom verfolgt werden kann“ beschrieben. Als Alleinstellungsmerkmal benennt jedoch auch er die synthetische Instrumentierung, die er als bewusste Entscheidung für einen künstlichen Klang, interpretiert. Chöre, symphonische Arrangements, Cellos und mehr seien „synthetische Textur“ die die bedrückend hypnotische Atmosphäre steigern.

## Diskografie
- 2009: Сибирский родник (Album, Selbstverlag; 2014 Satarnasa)
- 2009: Monkey’s Fungi (EP, Selbstverlag)
- 2010: Sunshine (Album, Satanarsa)
- 2011: Shine, My Boregarden/Misanthrofeel/Weeping Horror (Split-Album mit Misanthrofeel und Weeping Horror, Selbstverlag)
- 2011: Я рисую автоген (Single, Selbstverlag)